# The Spark (chanson)
Pour les articles homonymes, voir Spark.
The Spark est une chanson du DJ producteur néerlandais Afrojack, en collaboration avec le chanteur américain Spree Wilson. Elle est sortie le 11 octobre 2013, par Island Records, en tant que première musique de son premier album Forget the World (2014). Elle est pré-sortie en novembre et est entrée au UK Singles Chart à la 17e place. La musique est aussi apparue sur les promotions pour le MTV EMA 2013 le 10 novembre.

## Vidéo clip
Le clip pour accompagner la sortie de The Spark, publié sur Youtube le 11 octobre 2013, dure 4 minutes et 4 secondes.